# Journal des économistes
Le Journal des économistes était une revue économique française du XIXe siècle et du XXe siècle qui défendait des idées libérales et libre-échangistes. 
Fondé en décembre 1841 notamment par Gilbert Guillaumin, avec pour sous-titre « revue mensuelle de l'économie politique, des questions agricoles, manufacturières et commerciales ». Sa parution est mensuelle jusqu'en mars 1848, puis bimensuel  de mars à décembre 1848, date à laquelle il redevient mensuel jusqu'en à avril 1852 ; sa parution est alors bimestrielle. Le nom est légèrement modifié en Journal des Économistes, revue mensuelle de la science économique et des questions agricoles, manufacturières et commerciales.   Le journal  eut comme directeurs des économistes tels que Adolphe Blanqui, membre de l'Institut, Hippolyte Dussard, Joseph Garnier, Jean-Gustave Courcelle-Seneuil, Gustave de Molinari de 1881 à 1909, Yves Guyot de 1910 à 1928. Succédèrent à ce dernier deux co-directeurs, Louis Germain-Martin et Albert Aupetit, et un rédacteur en chef, Édouard Payen. Il cessa de paraître avec la guerre en mars-avril 1940.
Parmi les contributeurs du journal, on retrouve la fine fleur des économistes libéraux de l'époque, pour la plupart membres de la Société d'économie politique : Léon Walras, Frédéric Bastiat et Vilfredo Pareto, ou encore Charles Coquelin.